# Athyrium wardii
Athyrium wardii är en majbräkenväxtart som först beskrevs av William Jackson Hooker, och fick sitt nu gällande namn av Mak. Athyrium wardii ingår i släktet Athyrium och familjen Athyriaceae.

## Underarter
Arten delas in i följande underarter:
- A. w. densipinnum
- A. w. glabratum